# Produkt turystyczny
Produkt turystyczny – wszystkie dobra i usługi nabywane przez konsumenta w związku z wyjazdem ze stałego miejsca zamieszkania, miejsca, atrakcje turystyczne, infrastruktura.

## Klasyfikacja

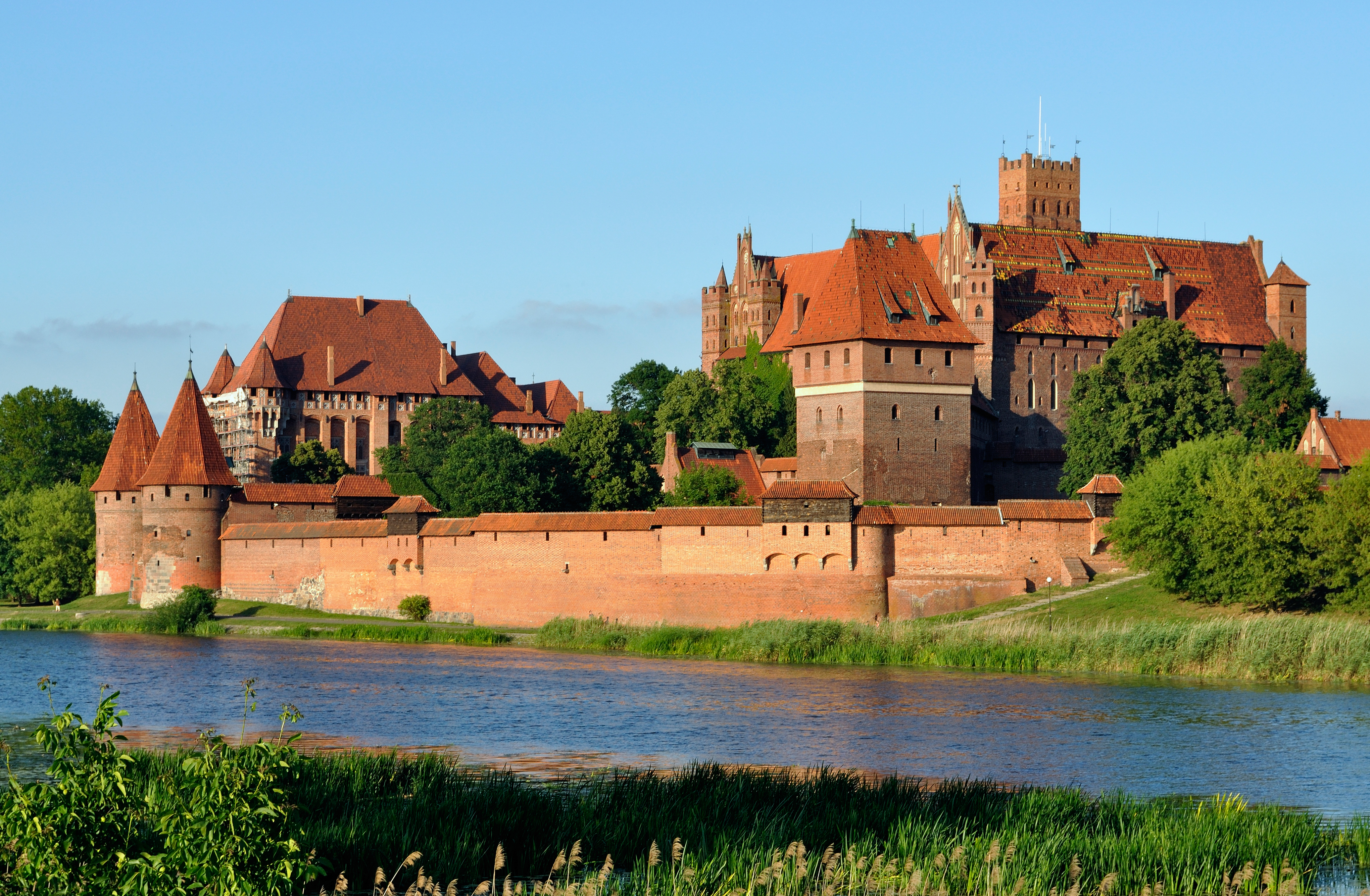
Zamek krzyżacki w Malborku

Podstawowa klasyfikacja produktu turystycznego przedstawia się w następujący sposób:
- rzecz – wszystkie rzeczy materialne. Może występować samodzielnie, ale najczęściej jest wyłącznie dodatkiem do innych produktów. Są to m.in. przewodniki, mapy, sprzęt niezbędny podczas wyjazdu – np. wiosła, pamiątki,
- usługa – pojedyncza usługa np. transportowa, noclegowa, gastronomiczna, przewodnicka,
- wydarzenie – charakteryzuje się spójnością i określoną tematyką, występuje w ustalonym miejscu i czasie. Wydarzenie powinno charakteryzować się wyjątkowością, niezwykłością. Przykładem są: Dymarki Świętokrzyskie, Festiwal Słowian i Wikingów, Oktoberfest czy odbywający się w Iławie Międzynarodowy Festiwal Jazzu Tradycyjnego Old Jazz Meeting "Złota Tarka"
- impreza – jest to zestaw kilku usług (muszą to być co najmniej dwie usługi), które są oferowane przez organizatorów turystyki i agentów turystycznych. Przykładami są wycieczki, wczasy, rajdy.
- obiekt – występuje jedna, główna atrakcja, której mogą towarzyszyć dodatkowe usługi lub inne produkty. Ma charakter punktowy. W Polsce przykładem może być dąb Bartek, czy też zamek krzyżacki w Malborku,
- szlak – składa się z wielu miejsc lub obiektów, które są powiązane jedną nadrzędną ideą. Zwykle połączone są one wyznaczoną i oznakowaną trasą. Wzdłuż szlaku można zazwyczaj znaleźć różnorodną infrastrukturę turystyczną. Przykładami są: Szlak Orlich Gniazd, Szlak Piastowski, Szlak Kopernikowski,
- obszar – zdeterminowany obszar geograficzny, w którym znajdują się atrakcje turystyczne, usługi.

## Poziomy postrzegania produktu
1. Istota produktu – wszystkie potrzeby nabywcy, które decydują o wyborze produktu. Jest podstawą tworzenia produktu. Jest to np. potrzeba wypoczynku, potrzeba spędzenia czasu z bliskimi poza miejscem zamieszkania,
2. Produkt rzeczywisty (podstawowy) – podstawowe składniki pakietu turystycznego, tj. posiłki, nocleg, transport. Pakiet usług, którą kupuje nabywca, aby zaspokoić swoje potrzeby,
3. Produkt poszerzony – wszystkie dodatkowe usługi oferowane przez touroperatora, które powodują, że produkt jest bardziej atrakcyjny i konkurencyjny,

Można także wyodrębnić:
- produkt potencjalny – elementy oferty, które mogą w przyszłości wejść w pakiet usług oferowany przez organizatora,
- produkt oczekiwany – zbiór cech i warunków, które oczekuje turysta nabywający dany produkt. Przykładowo turysta oczekuje, że w hotelu zostanie mu zapewnione mydło, ręcznik,
- produkt psychologiczny – wszystkie elementy, które zostaną w pamięci nabywcy po konsumpcji produktu.